# Округ Вајт (Илиноис)
Округ Вајт (енгл. White County) је округ у америчкој савезној држави Илиноис.

## Демографија
По попису из 2010. године број становника је 14.665, што је 706 (-4,6%) становника мање 2000. године.
| Група             | 2000.          | 2010.          |
| Белци             | 15.033 (97,8%) | 14.308 (97,6%) |
| Афроамериканци    | 40 (0,3%)      | 56 (0,4%)      |
| Азијати           | 25 (0,2%)      | 31 (0,2%)      |
| Хиспаноамериканци | 103 (0,7%)     | 158 (1,1%)     |
| Укупно            | 15.371         | 14.665         |